# Sphenocratus xinjiangensis
Sphenocratus xinjiangensis är en insektsart som beskrevs av Liang 2006. Sphenocratus xinjiangensis ingår i släktet Sphenocratus och familjen Dictyopharidae. Inga underarter finns listade i Catalogue of Life.